# Unionville (Misuri)
Unionville es una ciudad ubicada en el condado de Putnam en el estado estadounidense de Misuri. En el Censo de 2010 tenía una población de 1865 habitantes y una densidad poblacional de 360,76 personas por km².

## Geografía
Unionville se encuentra ubicada en las coordenadas 40°28′33″N 93°0′16″O / 40.47583, -93.00444. Según la Oficina del Censo de los Estados Unidos, Unionville tiene una superficie total de 5.17 km², de la cual 5.17 km² corresponden a tierra firme y (0%) 0 km² es agua.

## Demografía
Según el censo de 2010, había 1865 personas residiendo en Unionville. La densidad de población era de 360,76 hab./km². De los 1865 habitantes, Unionville estaba compuesto por el 97.05% blancos, el 0.38% eran afroamericanos, el 0.21% eran amerindios, el 0.7% eran asiáticos, el 0% eran isleños del Pacífico, el 0.32% eran de otras razas y el 1.34% pertenecían a dos o más razas. Del total de la población el 1.23% eran hispanos o latinos de cualquier raza.